# Московський тролейбус
Московський тролейбус (рос. Московский троллейбус) — ліквідована тролейбусна мережа Москви, до 2015 року найбільша тролейбусна мережа в світі за всіма показниками; як то кількість маршрутів, довжина контактної мережі та кількість рухомого складу. Відкрита 15 листопада 1933, станом на серпень 2020 року була шостою з найстаріших з нині діючих мереж світу. На піку розвитку протяжність одиночного контактного дроту — складала близько 1300 км, довжина ліній — понад 600 км, працювало понад 100 маршрутів. В місті було 9 тролейбусних парків та близько 1600 пасажирських тролейбусів, існував також тролейбусно-ремонтний завод
Остаточно ліквідований 25 серпня 2020 року коли були закриті останні 6 регулярних маршрутів. Експлуатувалася організацією «ГУП Мосгортранс». Вартість однієї поїздки становила 57 рублів (по карті «Трійка» — 40 рублів).
Після ліквідації основної мережі, 4 вересня 2020 року був відкритий музейний маршрут завдовжки приблизно 3,5 км, що проходить вулицями біля Казанського вокзалу. На маршруті курсують 2 тролейбуса моделі СВАРЗ-МАЗ-6275, з інтервалом приблизно 20 хвилин.

## Історія

### Початок
Історія московського тролейбуса почалася 15 листопада 1933 року коли відкрилася лінія від Білоруського вокзалу по Ленінградському шосе. Вже за два місяці лінію було подовжено в напрямку історичного центра.

### Ліквідація
Перші розмови про скорочення тролейбусної мережі міста почалися фактично одразу після приходу до влади Собяніна. Під приводом того що тролейбуси перешкоджають руху автотранспорту а тролейбусна контактна мережа псує вигляд вулиць міста, з 2014 року почалася поступова заміна тролейбусів на автобуси. Пізніше у департаменті транспорту міста заявили що тролейбусна інфраструктура в центрі сильно зношена, а її реконструкція потребуватиме завеликих коштів. Хоча на початку 2010-х років значна частина ліній в центрі була модернізована, це не врятувало центральні маршрути від заміни на автобус. До кінця 2016 року було ліквідовано практично всі тролейбусні маршрути в центрі міста, а тролейбусна інфраструктура, в тому числі майже нова, повністю демонтована. Після запуску у вересні 2018 року перших маршрутів електробусів, незважаючи на скарги громадян та думки експертів темпи ліквідації лише прискорилися. Так за 2019 рік було ліквідовано 17 маршрутів, з яких менше половини було замінено електробусами, більшість маршрутів замінили на дизельні автобуси. Станом на 1 січня 2020 року в місті працювало 36 тролейбусних маршрутів. Починаючі з лютого, щомісяця закривалося декілька маршрутів. В окремі дні ліквідовувалося одразу по 6 маршрутів. Станом на середину серпня, вулицями Москви курсувало приблизно 350 тролейбусів на 6 маршрутах. Повністю рух було припинено в ніч з 24 на 25 серпня 2020 року. З 36 ліквідованих у 2020 році тролейбусних маршрутів на електробуси переведений лише 1, решту замінили дизельними автобусами.
24 серпня 2020 року останнім в історії Москви тролейбусом, який зайшов до  тролейбусного парку № 7 з пасажирами, виявився БКМ-321 (№ 8341), що раніше закривав рух на Люблінсько-Мар'їнському вузлі парку № 7 та маршруті № 74. Біля воріт парку зібрався небайдужий натовп майже в сотню людей, які влаштували прощання з останнім тролейбусом, а водіям дарували квіти та кричали гасла Дякую! та Повертайся! та оплесками. Ця машина заїхала до парку 25 серпня 2020 року, о 03:14, завершивши майже 87-річну історію цього екологічно чистого транспорту в Москві, колись її візитної картки, оспіваного в піснях та знятого у багатьох кінофільмах.

### Перспектива
Після повного припинення руху тролейбусів, планується найближчим часом завершити демонтаж рештків контактної мережі. Непотрібні Москві тролейбуси заплановано передати до інших міст РФ де ще збереглася тролейбусна інфраструктура. Але за словами директора Мосгортрансу, в місті, біля Казанського вокзалу буде залишено один символічний маршрут тролейбуса довжиною близько 1,5 км, яким курсуватимуть 2 ретро тролейбуса.

## Маршрути
На піку розвитку в місті діяло близько 90 маршрутів. Ще декілька були скороченими версіями основних маршрутів.
- № 1 метро «Нагатінська» — Варшавське шосе — Велика Серпуховська вулиця — лікарня ім. Боткіна (у травні 2016 замінено на автобус Т 1[4])
  - № 1к метро «Нагатінська» — Варшавське шосе — кінотеатр Ударник (діяв з 2006 по жовтень 2016 року)
- № 2 Філі — Кутузовський проспект — Новий Арбат — метро «Олександрівський сад» (у травні 2016 замінено на автобус Т 2[4])
- № 3 Самотьочна площа — Долгоруківська вулиця — Бутирська вулиця — вулиця Фонвізіна (у 2016 році замінено на автобус Т 3)
  - № 3к Самотьочна площа — Бутирська вулиця — вулиця Мілашенкова (діяв з 2005 по 2015 рік)
- № 4 метро «Університет» — Ленінський проспект — кінотеатр Ударник (у липні 2020 замінено на автобус Т 4)
- № 5 стадіон Лужники-північна — улиця Велика Пироговська — вулиця Пречистенка — Нікітські ворота (ліквідований у 2007 році)
- № 6 Піщана площа — Ленінградське шосе — кінотеатр Нева (у березні 2020 замінено на автобус Т 6)
  - № 6к кінотеатр Нева — Ленінградське шосе — метро «Войковська» (діяв з 1993 по 2009, замінено на тролейбус 43к)
- № 7 метро «Парк Перемоги» — Бережковська набережна — вулиця Косигіна — Ленінський проспект — кінотеатр Ударник (у травні 2019 замінено на автобус Т 7)
  - № 7к метро «Парк Перемоги» — вулиця Косигіна — Ленінський проспект — метро «Октябрьська» (у травні 2019 замінено на автобус Т 7к)
- № 8 Москворецький ринок — Варшавське шосе — Велика Серпуховська вулиця — кінотеатр Ударник (у червні 2020 замінено на автобус Т 8)
- № 9 Лубянська площа — Проспект Миру — вулиця академіка Корольова — гостиниця Останкіно (у травні 2016 замінено на автобус Т 9[4])
- № 10 Даниловська площа — Садове кільце — Самотьочна площа (у липні 2016 замінено на автобус Т 10)
  - № 10к Даниловська площа — Садове кільце — новий Арбат (діяв з грудня 2005 по грудень 2008 року)
- № 11 метро «Красногрвардійська» — Шипіловська вулиця — Каширське шосе — Ліпецька вулиця — Загорьє (у травні 2019 замінено на автобус Т 11)
  - № 11к Загорьє — Ліпецька вулиця — метро «Каширська» (у березні 2019 замінено на автобус Т 11к)
- № 12 Гідропроект — Волоколамське шосе — Ленінградський проспект — Білоруський вокзал (у лютому 2019 обʼєднано з тролейбусом 82)
- № 13 ВДНГ-Південна — вулиця Академіка Корольова — Шереметьевська вулиця — Трубна площа (у квітні 2017 замінено на автобус Т 13)
- № 14 Електрозаводський міст — Русаковська вулиця — проспект Миру — платформа Северянін (у вересні 2019 замінено на електробус Т 14)
- № 15 10 років Жовтня — Шереметьевська вулиця — ВДНГ-південна (у травні 2016 замінено на автобус Т 15[4])
- № 16 Лубянська площа — Таганська площа — Нижньогородська вулиця — Карачаровський шляхопровід (у 2016 році замінено на тролейбус М7)
  - № 16к Таганська площа — Нижньогородська вулиця — Карачаровський шляхопровід (діяв з 1997 по 2003)
- № 17 Київський вокзал — Мосфільмівська вулиця — Мічурінський проспект — Озерна вулиця (замінено на автобус Т 17)
- № 18 Ризький вокзал — Сущовський вал — Пресненський вал — Стрелбіщенський провулок (у травні 2017 року замінено на автобус Т 18[13])
- № 19 Крилатське — вулиця Нижні Мневники — вулиця Народного ополчення — метро «Сокіл» (замінено на автобус Т 19)
- № 20 Серебряний бор — проспект Маршала Жукова — Бігова вулиця — Білоруський вокзал (замінено на автобус Т 20)
  - № 20к метро Полежаєвська — проспект Маршала Жукова — Серебряний бор (діяв з 2010 по 2020)
- № 21 берег Москва-ріки — Таманська вулиця — проспект Маршала Жукова — метро «Полежаєвська» (у червні 2020 року замінено на автобус Т 21[9])
- № 22 16-та Паркова вулиця — метро «Електрозаводська» — вул Бауманська — Казанський вокзал (замінено на автобус Т 22)
  - № 22к 16-та Паркова вулиця — метро «Електрозаводська» (у 2007 році замінено тролейбусом № 87)
- № 23 Усурійська вулиця — Уральська вулиця — 9-а Паркова вулиця — метро «Ізмайловська» (у червні 2017 року замінено на автобус 223[14])
- № 24 Авіамоторна вулиця — Красноказармена вулиця — метро «Красні ворота» (замінено на автобус Т 24)
- № 25 проспект Будьоного — метро «Бауманська» — Лубянська площа (4 липня 2014 року замінено на автобус Т 25[15])
  - № 25к проспект Будьоного — метро «Бауманська» — Комсомольська площа (у 2008 році замінено тролейбусом № 88)
- № 26 Карачаровський шляхопровід — вул Нижегородська — метро «Дубровка» — Автозаводський міст (замінено на автобус Т 26)
- № 27 Ветеринарна академія — вул Юних Ленінців — Волгоградський проспект — метро «Таганська» (у червні 2020 року замінено на автобус Т 27[9])
- № 28 метро «Парк Культури» — Комсомольський проспект — проспект Вернадського — Ленінський проспект (у серпні 2020 року замінено на автобус Т 28[2])
- № 29 вул Мілашенкова — Бутирська вулиця — метро «Динамо» (у березні 2017 замінено на автобус Т 29[16])
- № 30 метро «Вихіно» — вул. Новогіреєвська — Шосе Ентузіастів — метро «Авіамоторна» (замінено на автобус Т 30)
- № 31 стадіон Лужники (південна) — Комсомольський проспект — Тверський бульвар — Трубна площа (у травні 2016 року замінено на автобус Т 31[4])
- № 32 Усурійська вулиця — Щолковське шосе — проспект Будьоного — Гаражна вулиця (у квітні 2017 року замінено на автобус Т 32 [17])
- № 33 вулиця Кравченко — Ленінський проспект — Калузька площа — кінотеатр Ударник (у 2016 році обʼєднано з тролейбусом М4)
  - № 33к вулиця Кравченко — Ленінський проспект — Калужська площа (у 2016 році обʼєднано з тролейбусом М4)
- № 34 Київський вокзал — Мосфільмівська вулиця — Ломоносовський проспект — метро «Південно-Західна» (замінено на автобус Т 34)
  - № 34к Київський вокзал — Мосфільмівська вулиця — Ломоносовський проспект — вулиця Кравченко (замінено на автобус Т 34к)
- № 35 вулиця Маршала Тухачевського — проспект Маршала Жукова — метро «Краснопресненська» (замінено на автобус Т 35)
- № 36 ВДНГ-Південна — Ботанічеська вулиця — Дмитрівське шосе — Бескудниковський провулок (замінено на електробус Т 36)
- № 37 Орлово-Давидоський провулок — проспект Миру — вулиця Академіка Корольова — готель Останкіно (замінено на автобус М9)
- № 38 Шарикоподшипніковська вулиця — Волгоградський проспект — вулиця Юних Ленінців — Ветеренарна академія (замінено на автобус Т 38)
  - № 38к метро «Текстильщики» — вулиця Юних Ленінців — Ветеренарна академія (замінено на автобус Т 38к)
- № 39 Філі — Кутузовський проспект — Новий Арбат (замінено на автобус Т 39)
- № 40 Велозаводська вулиця — Варшавське шосе — Анніно (замінено на автобус Т 40)
- № 41 Комсомольська площа — метро «Преображенська площа» — Щолковське шосе — Усурійська вулиця (замінено на автобус Т 41)
  - № 41к метро Преображенська площа — Щолковське шосе — Усурійська вулиця (діяв 3 2004 по 2007, замінено тролейбусом № 83)
- № 42 Ризький вокзал — Сущьовський вал — метро «Петровський парк» (замінено на електробус Т 42)
- № 43 Карамишевська набережна — проспект Маршала Жукова — Ленінградське шосе — Прибережний проїзд (замінено на автобус Т 43)
  - № 43к метро «Войковська» — Ленінградське шосе — Прибережний проїзд (замінено на автобус Т 43к)
- № 44 вулиця Генерала Ермолова — Кутузовський проспект — вулиця Новий Арбат — Метро «Олександровський сад» (ліквідований у травні 2016 року[4])
- № 45 4-та Кабельна вулиця — шосе Ентузіастів — Лубянська площа (замінено на тролейбус М8 у 2016 році)
- № 46 Велозаводська вулиця — Автозаводська вулиця — Варшавське шосе — Нагатинська вулиця — метро «Коломенська» (ліквідований у 2014 році)
- № 47 Самотьочна площа — Долгоруківська вулиця — Дмитрівське шосе — Бескудніковський бульвар (замінено на автобус Т 47)
  - № 47к Бескудніковський провулок — Дмитрівське шосе — Сущовський вал (діяв з 2005 по 2008 рік)
- № 48 готель Турист — Капельський провулок (у 2017 році обʼєднаний з тролейбусом № 14)
- № 49 метро «Університет» — Нахімовський проспект — Севастопольський проспект — Балаклавський проспект (замінено на автобус Т 49)
- № 50 метро «Текстильщики» — Люблінська вулиця — Марʼїно (замінено на автобус Т 50)
- № 51 метро «Ізмайловська» — Ізмайловський бульвар — площа Соловецьких юнг ( у червні 2017 року замінено на автобус Т 51[13])
- № 52 метро «Профсоюзна» — Нахімовський проспект — Варшавське шосе — Москворецький ринок (замінено на автобус Т 52)
- № 53 Таганська площа — шосе Ентузіастів — 1-а Володимирська вулиця — платформа Новогіреєво (замінено на автобус Т 53)
- № 54 метро «Фільовський парк» — вулиця Велика Фільовська — Пресненський вал — Білоруський вокзал (замінено на автобус Т 54)
- № 55 площа Соловецьких юнг — Сиреньовий бульвар — метро «Первомайська» (у лютому 2017 замінено на автобус Т 55[18])
- № 56 Базовська вулиця — Коровінське шосе — Дмитрівське шосе — Білоруський вокзал (замінено на автобус Т 56)
  - № 56к Базовська вулиця — Коровінське шосе — Дмитрівське шосе — Сущьовський вал (діяв з 2005 по 2009)
- № 57 міст Жовтневої залізниці — Велика Академічна вулиця — метро «Войковська» (замінено на автобус Т 57)
- № 58 метро «Річковий вокзал» — Петрозаводська вулиця (замінено на автобус Т 58)
- № 59 метро «Сокіл» — вулиця Народного ополчення — вулиця Генерала Глаголева (у серпні 2020 року замінено на автобус Т 59[2])
- № 60 метро «Варшавська» — вулиця Каховка — метро «Нові Черьомушки» (у серпні 2020 року замінено на автобус Т 60[2])
- № 61 Карамишевська набережна — вулиця Народного ополчення — метро «Сокіл» (у червні 2020 року замінено на ватобус Т 61[9])
- № 62 Озерна вулиця — Ленінський проспект — кінотеатр Ударник (замінено на тролейбус М4)
- № 63 138 квартал Вихіно — Рязанський проспект — метро «Таганська» — Лубянська площа (замінено на автобус Т 63)
  - № 63к 138 квартал Вихіно — Рязанський проспект — метро «Таганська» (діяв з 2005 по 2017)
- № 64 метро «Вихіно» — Свободний проспект — район Івановське (у серпні 2020 року замінено на автобус Т 64[2])
- № 65 Серебряний бор — проспект Маршала Жукова — метро «Полежаєвська» — метро «Аеропорт» (замінено на автобус Т 65)
- № 66 метро «Фільовський парк» — Шмітовський проїзд — Тішинська площа (замінено на автобус Т 66)
- № 67 Каширське шосе 148 — проспект Андропова — метро «Коломенська» — Автозаводський міст (замінено на автобус Т 67)
  - № 67к Каширське шосе 148 — метро «Каширська» (діяв з 2006 по 2015[19])
- № 68 район Івановське — Шосе Ентузіастів — метро «Авіамоторна» (скасовано 3 серпня 2015[19])
- № 69 ВДНГ-Південна — Шереметьєвська вулиця — Петровські ворота (скасований у 2012 році)
- № 70 район Братцево — вул Свободи — Волоколамське шосе — Білоруський вокзал (замінено на автобус Т 70)
  - № 70к район Братцево — метро «Сходненська» — вул Свободи (замінено на автобус Т 70к)
- № 71 Каширське шосе 148 — Варшавське шосе — метро «Добринінська» (у травні 2017 року замінено на автобус Т 71[20])
  - № 71к Каширське шосе 148 — метро «Каширська» (діяв з 2005 по 2006)
- № 72 проїзд Карамзіна — метро «Теплий стан» — Профсоюзна вулиця — вулиця Каховка — метро «Варшавська» (у серпні 2020 року замінено на автобус Т 72[2])
- № 73 6-й мікрорайон Біберево — Алтуфьєвське шосе — Ботанічеська вулиця — ВДНГ-Південна (замінено на електробус Т 73)
- № 74 район Марьїно — вул Верхні Поля — вул Краснодонська — метро «Кузьминки» (у червні 2020 року замінено на автобус Т 74[9])
- № 75 Новокосіно — Свободний проспект — Івановське (замінено на автобус Т 74)
- № 76 метро ВДНХ — Проспект Миру — Ярославське шосе — Холмогорська вулиця (замінено на електробус Т 76)
- № 77 Івановске — вулиця Молостових — Зелений проспект — вулиця Плехановська (у червні 2020 року замінено на автобус Т 77[9])
- № 78 Вагоноремонтна вулиця — Дмитрівське шосе — Білоруський вокзал (у серпні 2017 року замінено на автобус Т 78[21])
  - № 78к Вагоноремонтна вулиця — Дмитрівське шосе — Сущовський вал (діяв з грудня 2005 по грудень 2009 року)
- № 79 стадіон Лужники (південна) — Фрунзенська набережна — Садове кільце — Савьоловський вокзал (замінено на автобус Т 79)
  - № 79к стадіон Лужники (південна) — Фрунзенська набережна — Садове кільце — Новий арбат (діяв з 2007 по грудень 2015 року[22])
- № 80 Осташківська вулиця — Широка вулиця — Дмитрівське шосе — 6-й мікрорайон Бібірево (замінено на електробус Т 80)
- № 81 метро «Беляєво» — Профсоюзна вулиця — Новоясенівський проспект — метро «Бітцевський парк» (замінено на автобус Т 81)
- № 82 лікарня РЖД — Білоруський вокзал (у червні 2020 року замінено на автобус Т 82[9])
- № 83 метро «Преображенська площа» — Щолковське шосе — Усурійська вулиця (замінено на електробус Т 83)
- № 84 кінотеатр Ударник — Ленінський проспект — Озерна вулиця (у 2016 році замінено на тролейбус М4)
- № 85 проїзд Карамзіна — Севастопольський проспект — Нахімовський проспект — метро «Профсоюзна» (замінено на автобус Т 85)
- № 86 метро «Сокіл» — Ленінградський проспект — Бігова вулиця — проспект Маршала Жукова — Серебряний бор (у червіні 2017 року замінено на автобус Т 86[13])
- № 87 16-та Паркова вулиця — Електрозаводський міст (у 2015 році обʼєднаний з тролейбусом 22[19])
- № 88 проспект Будьоного — Комсомольська площа — фабріка Більшовичка (у червні 2017 року замінено на автобус Т 88[13])
- № 95 метро «Краснопресненська» — Савьоловський вокзал (діяв з 2007 по грудень 2015 для підсилення маршруту 79[22])
- Б зовнішня сторона Садового кільця (замінено на автобус Б)
  - Бк внутрішня сторона Садового кільця (замінено на автобус Бк)
- м4 метро «Озерна» — Ленінський проспект — кінотеатр Ударник (працював з 8 жовтня 2016 по 25 серпня 2020, замінено на електробус м4[2])
  - м4к вулиця Кравченко — Ленінський проспект — кінотеатр Ударник (працював з 8 жовтня 2016 по 7 жовтня 2017, замінено на автобус 144)
- м7 138 квартал Вихіно — Рязанський проспект — метро «Лубʼянка» (працював з 8 жовтня 2016 по 17 червня 2017, замінено на автобус м7[14])
  - м7к Карачаровський шляхопровід — Ніжегородська вулиця — метро «Лубʼянка» (працював з 8 жовтня 2016 по 17 червня 2017, замінено на автобус м7к[14])
- м8 4-та Кабельна вулиця — шосе Ентузіастів — метро «Лубʼянка» (працював з 8 жовтня 2016 по 10 червня 2017, замінено на автобус м8[14])

## Тролейбусні парки

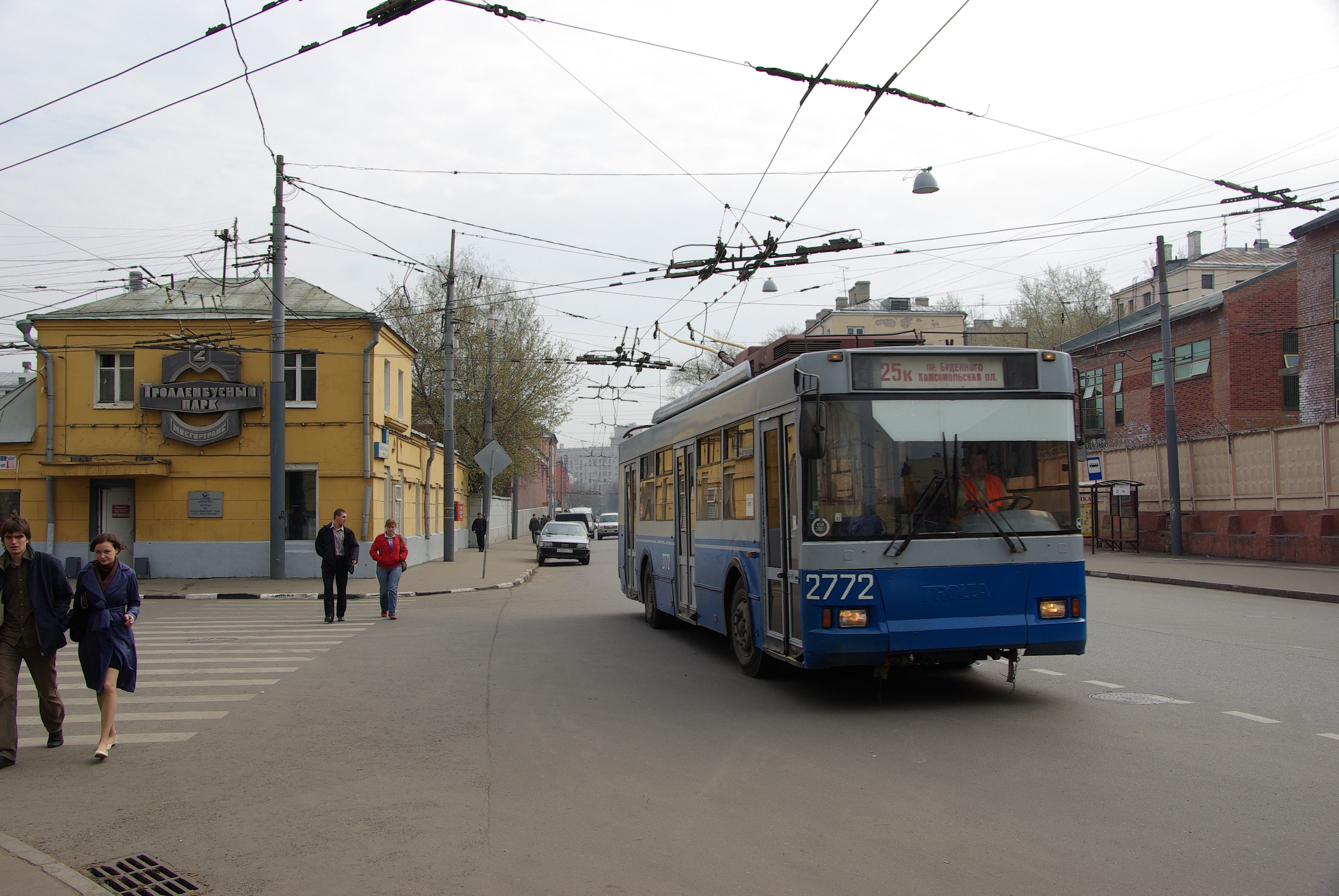
Тролейбус № 25к на Новорязанській вулиці біля Другого тролейбусного парку (2008 рік)

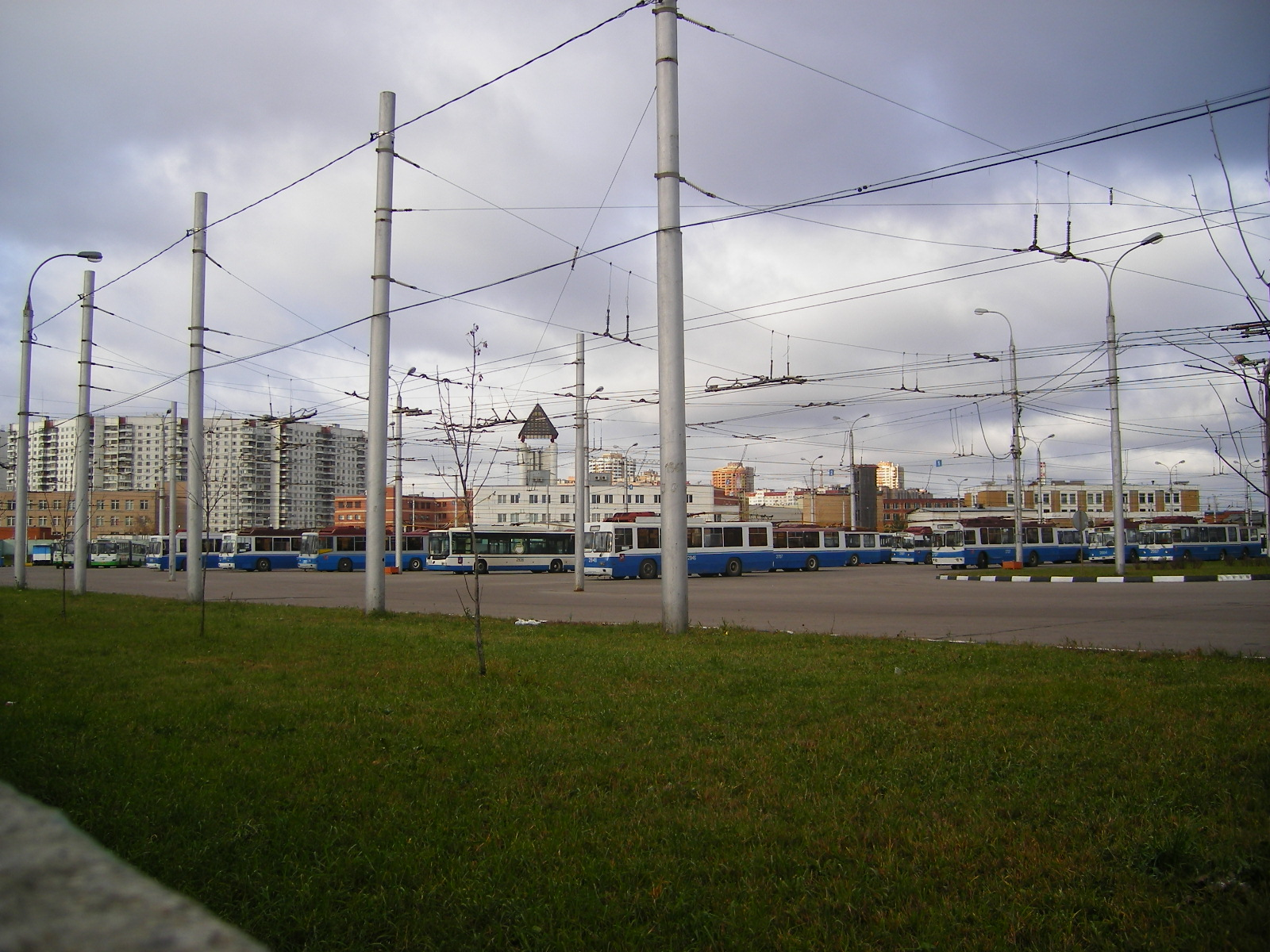
Тролейбуси на території Новокосинського парку (2009 рік)

Станом на середину 2000-х років в місті існувало 9 тролейбусних парків, останнім з яких наприкінці 2005 року, був відкритий парк в районі Новокосино. Наприкінці 1990-х років в районі Мітіно почалося спорудження 10 тролейбусного парку, але будівництво велося вкрай низькими темпами і дата відкриття постійно переносилася. Станом на 2019 рік парк так і не був добудований.
- Найстаріший в місті, Перший тролейбусний парк, був відкритий 15 листопада 1933 року. Розташовувався за адресою Ленінградське шосе 4, парк був розрахований на 220 тролейбусів які обслуговували 15 маршрутів. Ліквідований у 2016 році.
- Другий тролейбусний парк розташовувався на Новорязанській вулиці 23. Відкрився у червні 1937, ліквідований у 2017 році[14], після остаточної ліквідації московського тролейбуса на території парку передбачається організація музею московського транспорту з організацією короткого екскурсійного маршруту.
- Третій тролейбусний парк («Фільовський»), розташовувався за адресою вулиця Дениса Давидова 2. З 2016 року став філіалом, у листопаді 2019 остаточно ліквідований.
- Четвертий тролейбусний парк імені Щепетільнікова, відкрився влітку 1955 року на території трамвайного депо на Лісовій вулиці 20. Якийсь час був трамвайно-тролейбусним, згодом став виключно тролейбусним. Обслуговував 11 маршрутів. Ліквідований навесні 2014 року, незабаром після чого почалася перебудова споруд що мають історичну цінність під бізнес центр.
- Пʼятий тролейбусний парк імені І. Артамонова, розташовувався на Ходинскій вулиці 5. У 2015 році був обʼєднаний з Фільовським парком, остаточно ліквідований у травні 2020 року.
- Шостий тролейбусний парк, розташовувався на вулиці Бочкова 3/15. Ліквідований 9 вересня 2019.
- Сьомий тролейбусний парк, розташовувався на Нагатинській вулиці 12. Відкрився у жовтні 1964 року, ліквідований у 2017 році після чого став майданчиком для відстою списаних тролейбусів які готують для передачі до інших міст[14].
- Восьмий тролейбусний парк («Черьомушкінський»), розташовувався за адресою Електролітний проїзд 4. Ліквідований одночасно із закриттям московського тролейбусу.
- Девʼятий тролейбусний парк («Новокосинський»). Останній з відкритих в місті парків, який так і не запрацював на повну потужність. Також він став першим і останнім територія якого розташовувалася за межами МКАД на перефірії району Новокосино, за адресою вулиця Галини Вишневської 1. Останнім часом обслуговував лише 1 маршрут.

### Рухомий склад

#### Списані тролейбуси
З початку масового закриття маршрутів, на території тролейбусних парків Москви почала накопичуватися величезна кількість тролейбусів, які ще знаходилися в задовільному технічному стані та були придатні до подальшого використання. Декілька років влада міста не могла вирішити куди подіти таку кількість машин і вони просто неба зберігалися в тролейбусних парках. Але згодом було прийняте рішення безкоштовно передавати тролейбуси до інших міст де поки що функціонують тролейбусні системи, за умови що влада тих міст виділить кошти на їх транспортування. Всього з 2016 року низка російських міст отримало близько 450 одиниць, ще декілька сотень готується до відправки.
- Балаково навесні 2020 отримало 20 тролейбусів[24].
- У 2020 році 10 списаних тролейбусів було відправлено до Владивостоку[25].
- Взимку 2019 року Вологді передали 15 тролейбусів[26].
- Воронеж у червні липні 2020 року отримав 15 одиниць списаних тролейбусів[27].
- До міста Енгельс навесні 2020 було передано 20 списаних тролейбусів[24].
- Влітку 2018 року до Іваново було передано 20 тролейбусів серед яких один зчленований[28].
- Йошкар-Ола восени 2018 року отримала 34 тролейбуса які близько 15 років курсували вулицями Москви[28].
- Костромі виділили 30 тролейбусів, більшість з яких 2005 року випуску[29].
- Влітку 2020 Нижній Новгород отримав 30 тролейбусів, ще 40 надійде найближчим часом[30].
- До міста Орел влітку 2018 року було передано 13 машин серед яких половина зчленованих[28].
- До Ростова-на-Дону у 2018 році передали 14 одиниць, у 2020 році очікується надходження ще 60 тролейбусів[31].
- Взимку 2019 до Рязані надійшло 78 тролейбусів, в тому числі декілька зчленованих[32].
- Саратов навесні 2020 отримав 10 тролейбусів[24]. Після повної ліквідації московського тролейбуса стало відомо що місту передадуть ще 80 одиниць рухомого складу[33].
- До Ульяновська у 2018 році було передано 15 тролейбусів, до кінця 2020 року планується надходження ще 30 списаних тролейбусів[34].

## Наслідки
Головним наслідком ліквідації тролейбусної мережі міста стало суттеве зменшення кількості екологічного електротранспорту на вулицях міста. Якщо ще на початку 2010-х років вулицями Москви щодня курсувало близько 1500 тролейбусів то станом на осінь 2020 року в місті працює лише 450 електробусів, які замінили собою лише трохи більше 10 з колишніх 90 тролейбусних маршрутів. Також, на частині автобусних маршрутів суттево збільшилися інтервали руху, це викликано перерозподілом рухомого складу автопарків які змушені знімати машини зі звичних маршрутів щоб компенсувати скасовані тролейбусні маршрути. Ще одним наслідком стало збільшення навантаженності на водіїв автобусів.

## Галерея

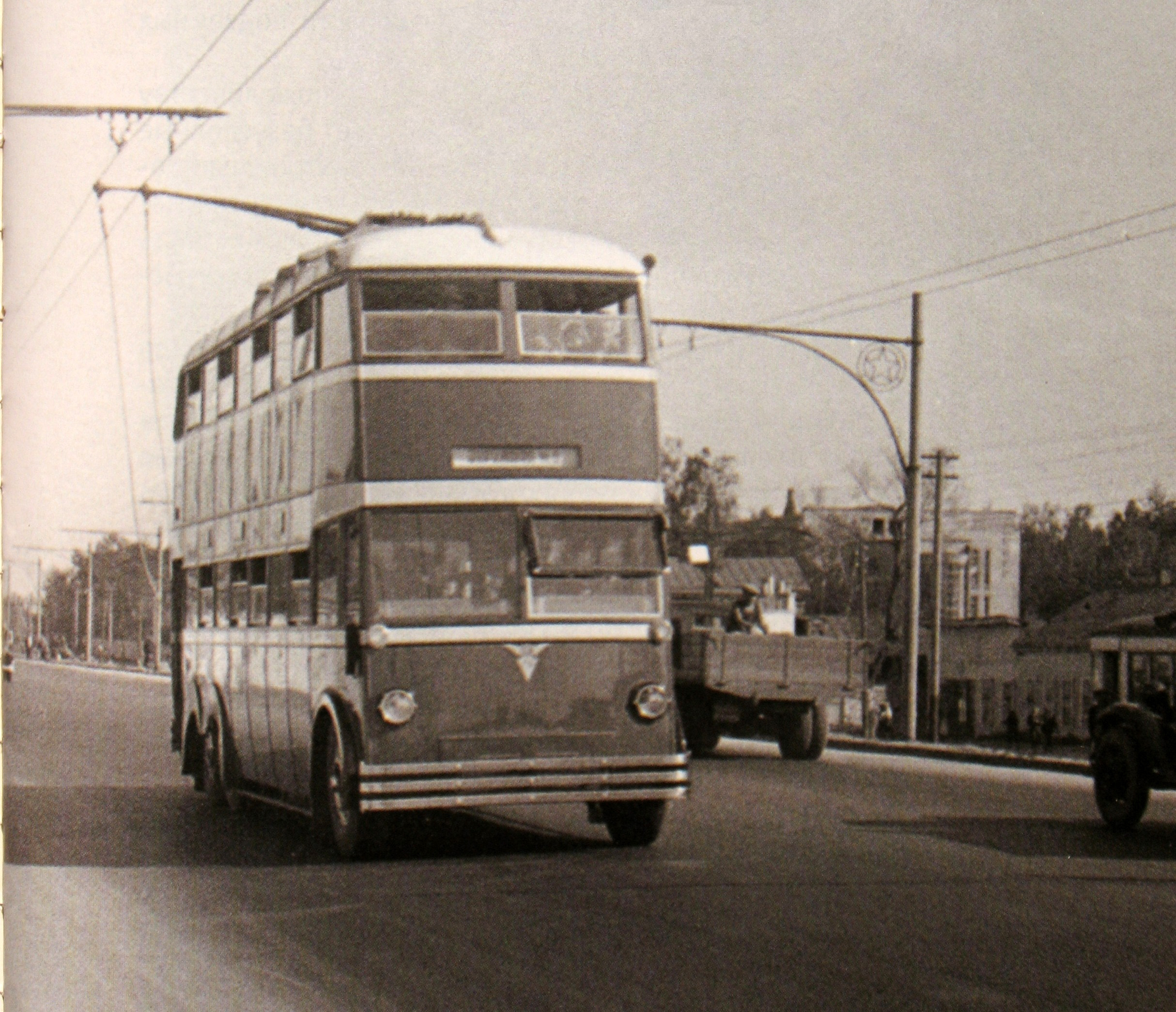
Двоповерховий тролейбус ЯТБ-3 на Ленінградському шосе (1937 рік)
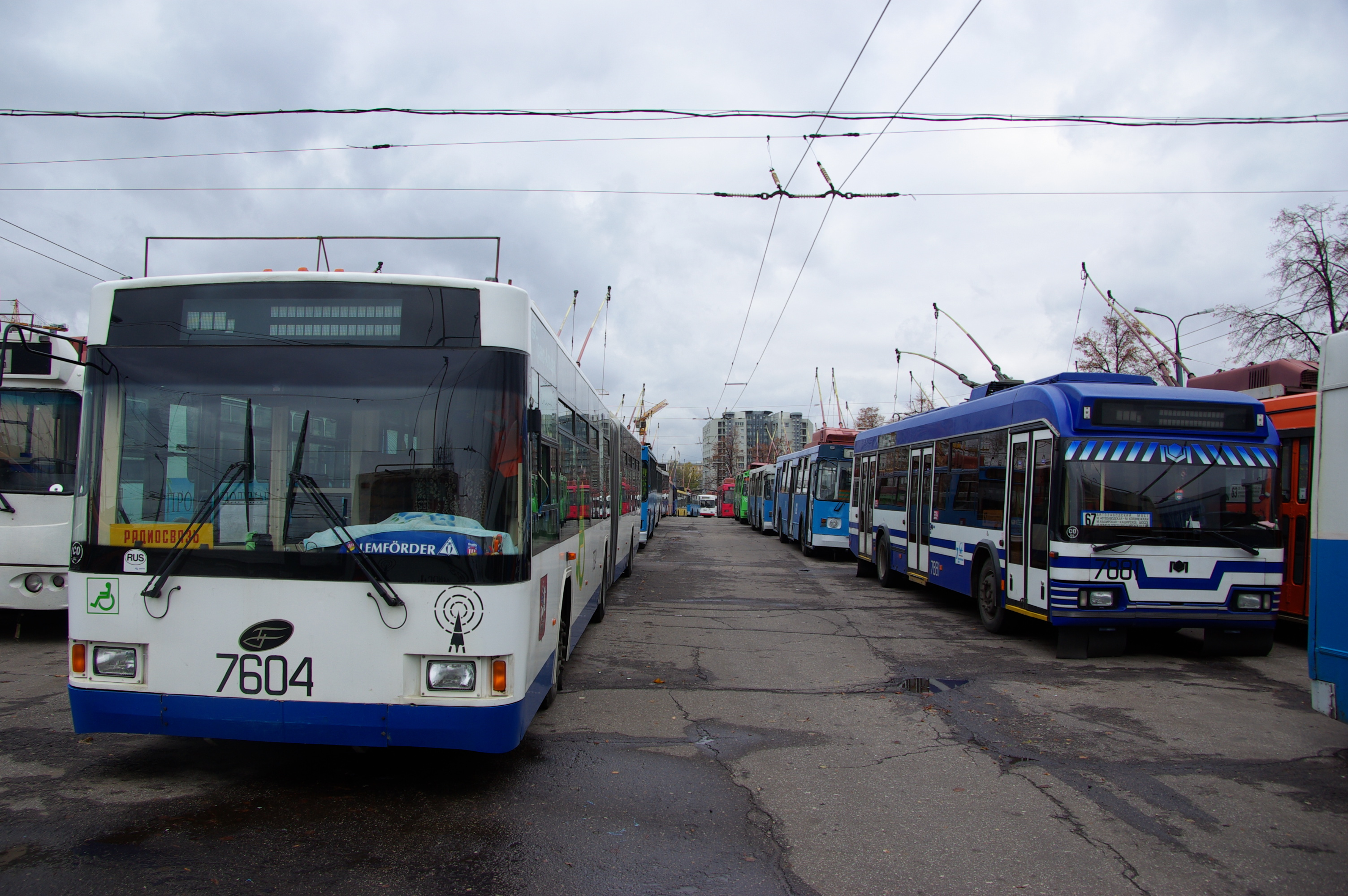
Тролейбуси на території сьомого тролейбусного парку (2008 рік)
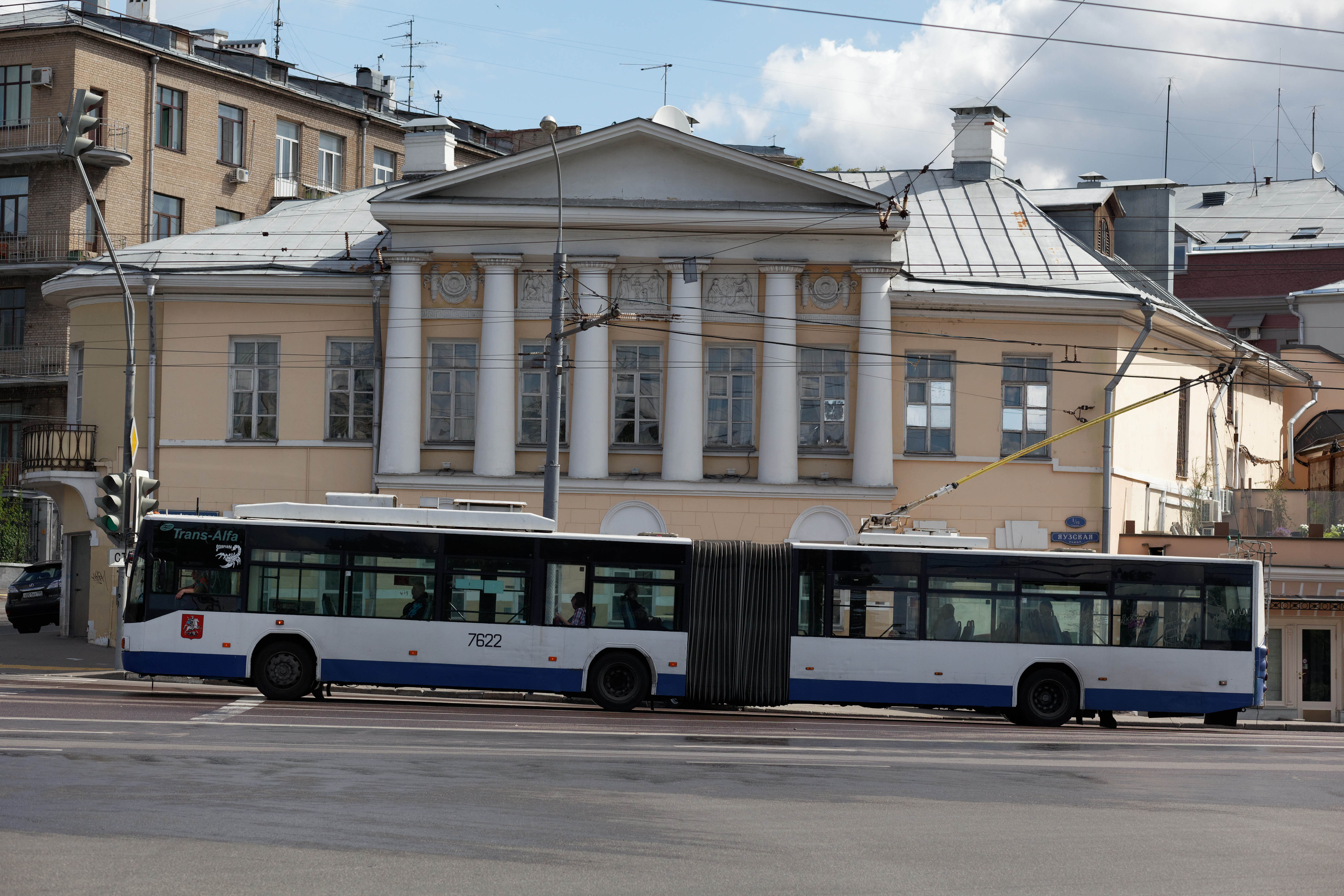
Зчленований тролейбус на вулицях Москви (2012 рік)
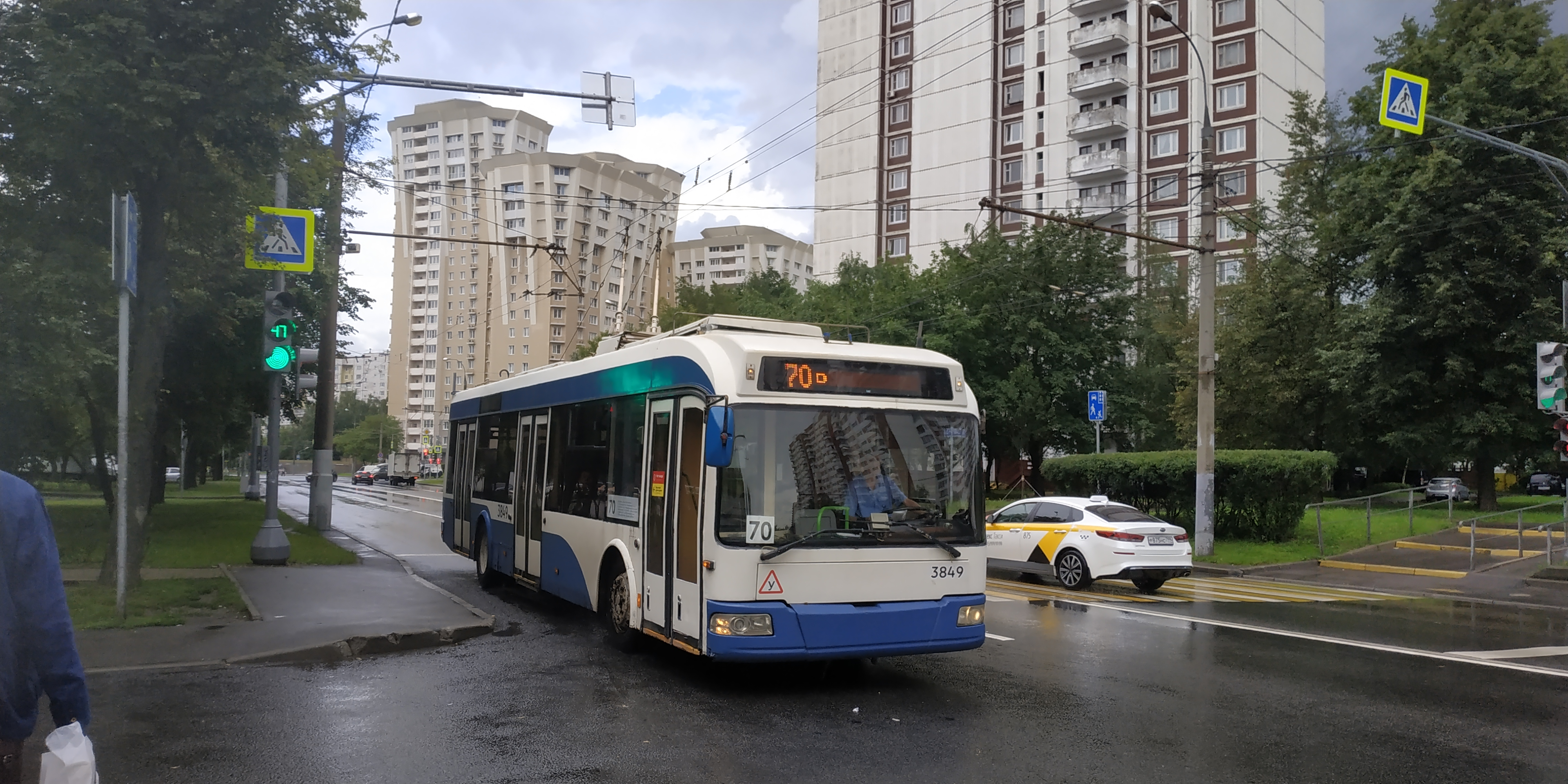
Тролейбус 70-го маршруту в Тушино (липень 2020 року)